# Ielena Fanàilova
Ielena Fanàilova   (Vorónej, 19 de desembre de 1962), nom complet amb patronímic Ielena Nikolàievna Fanàilova, rus: Еле́на Никола́евна Фана́йлова, és una poetessa, traductora i periodista soviètica i russa.

## Biografia
Graduada a l'Institut Mèdic de Vorónej i al Departament de Lingüística de Filologia Romànica i Germànica de la Universitat de Vorónej. Va treballar com a metgessa a l'hospital regional de Vorónej, com a professora a la Facultat de Periodisme de la Universitat Estatal de Vorónej i com a editora d'una televisió regional. Des del 1995 i fins a finals dels la anys noranta fou corresponsal de Radio Liberty. En l'actualitat, viu i treballa a Moscou.
Ultra els seus reculls de poesia, contribueix amb crítiques literàries a diferents revistes: Znàmia, Novoie literatúrnoie obozrénie, Mitin Jurnal, i d'altres. També és traductora, sobretot de la poesia de Serhí Jadan, poeta ucraïnès. Va rebre el premi Andrei Beli el 1999 i el premi Moskovski Sxiot el 2003.

## Creativitat
La seva escriptura va des de curtes quatrenes, a les seves primeres publicacions, des d’imatges quotidianes observades amb un ull agut que recorda Marina Tsvetàieva, fins a formes més versàtils de vers lliure, amb una sintaxi breu i límpida. La seva poesia es fa més atrevida a mesura que avança la seva escriptura. En els seus poemes de moltes facetes, barreja política, història, traumes de la Rússia natal, amb esdeveniments de la seva vida personal, autors que l’han marcada, etc.

## Principals publicacions
- Путешествие (El viatge), 1994.
- С особым цинизмом (Amb un cinisme especial), 2000.
- Трансильвания беспокоит (Transsilvània pertorbada), 2002.
- Русская версия (Versió russa), 2005, llibre i CD.
- Чёрные костюмы (Vestits negres), 2008.

Les traduccions de les seves obres a l’anglès han estat publicades per l'editorial Ugly Duckling Presse-